# Gueltat Sidi Saad
Gueltat Sidi Saad (în arabă قلتة سيدي سعد) este o comună din provincia Laghouat, Algeria.
Populația comunei este de 12.567 de locuitori (2008).